# Diplotaxis punctipennis
Diplotaxis punctipennis är en skalbaggsart som beskrevs av Leconte 1856. Diplotaxis punctipennis ingår i släktet Diplotaxis och familjen Melolonthidae. Inga underarter finns listade i Catalogue of Life.